# Neuenbrücke
Neuenbrücke ist ein Ortsteil der Gemeinde Schalksmühle im Märkischen Kreis im Regierungsbezirk Arnsberg in Nordrhein-Westfalen (Deutschland).

## Lage und Beschreibung
Der Ortsteil geht aus einem Wohnplatz hervor, der sich im Volmetal an der heutigen Bundesstraße 54 nahe dem Kernort auf dem Gelände eines Steinbruchs befindet. Heute wird der Wohnplatz durch die Hauptwache der Feuerwehr Schalksmühle dominiert. Namensgebend für den Ort war eine Brücke über die Volme, die vor der Errichtung der Brücke der Landesstraße L868 eine Flussquerung beim Kernort östlich von Dahlerbrück ermöglichte und auch noch heute für Fußgänger zugänglich ist.
Weitere Nachbarorte auf dem Schalksmühler Gemeindegebiet sind neben dem Kernort Flaßkamp, Hütte, Klagebach, Dahlhausen, Waldesruh, Oberklagebach, Dahlerbrück, Ölken, Am Hagen, Asenbach, Am Neuenhaus, Löh und Wippekühl.

## Geschichte
Neuenbrücke entstand Ende des 19. Jahrhunderts und war zunächst Teil der Gemeinde Hülscheid im Amt Lüdenscheid im Kreis Altena. Ab der Preußischen Neuaufnahme von 1913 ist der Ort auf Messtischblättern der TK25 unbeschriftet, aber der Ausgabe 1921 als Neuenbrücke beschriftet verzeichnet.
Das Gemeindelexikon für die Provinz Westfalen gibt 1895 für Neuenbrück eine Zahl von acht Einwohnern an, die in einem Wohnhaus lebten. 1905 werden sieben Wohnhäuser und 71 Einwohner angegeben.
1969 wurden die Gemeinden Hülscheid und Schalksmühle zur amtsfreien Großgemeinde (Einheitsgemeinde) Schalksmühle im Kreis Altena zusammengeschlossen und Flaßkamp gehört seitdem politisch zu Schalksmühle, das 1975 auf Grund des Sauerland/Paderborn-Gesetzes Teil des neu geschaffenen Märkischen Kreises wurde.